# Blechnum cordatum
Blechnum cordatum là một loài thực vật có mạch trong họ Blechnaceae. Loài này được (Desv.) Hieron. mô tả khoa học đầu tiên năm 1908.

## Hình ảnh

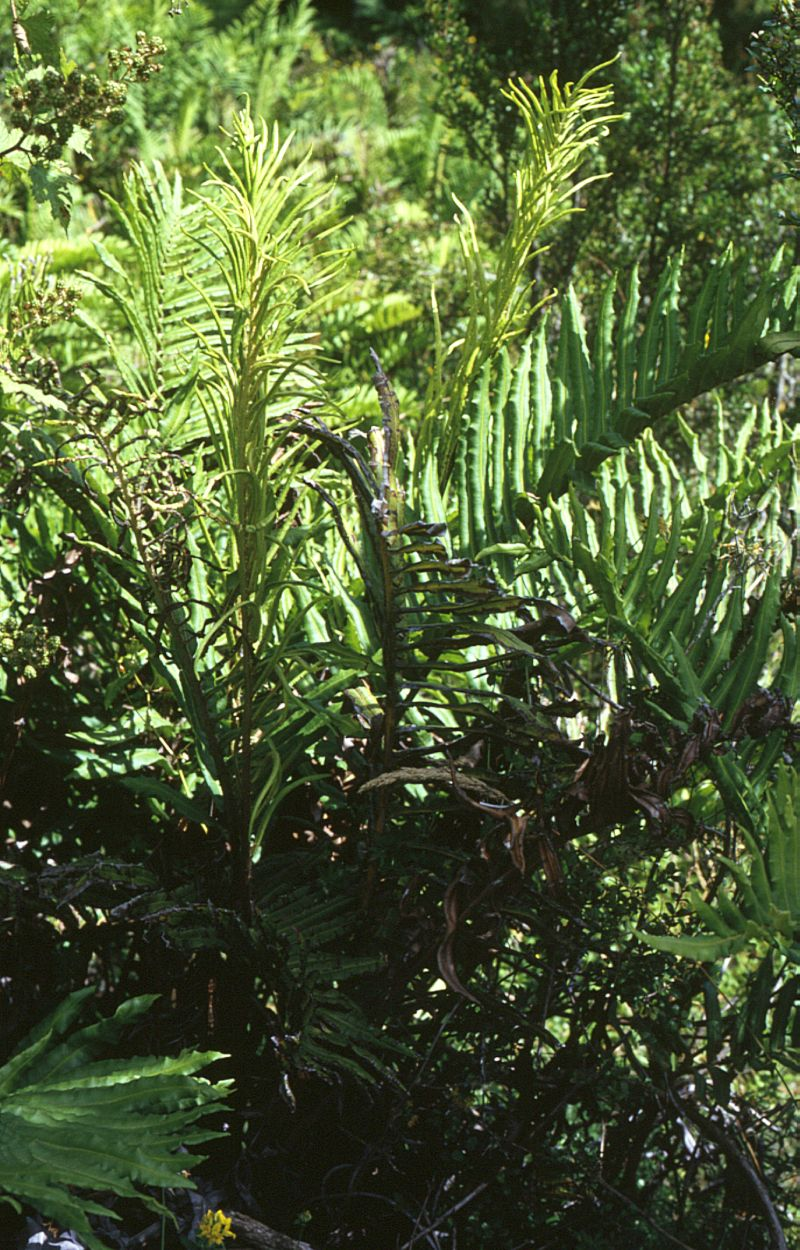
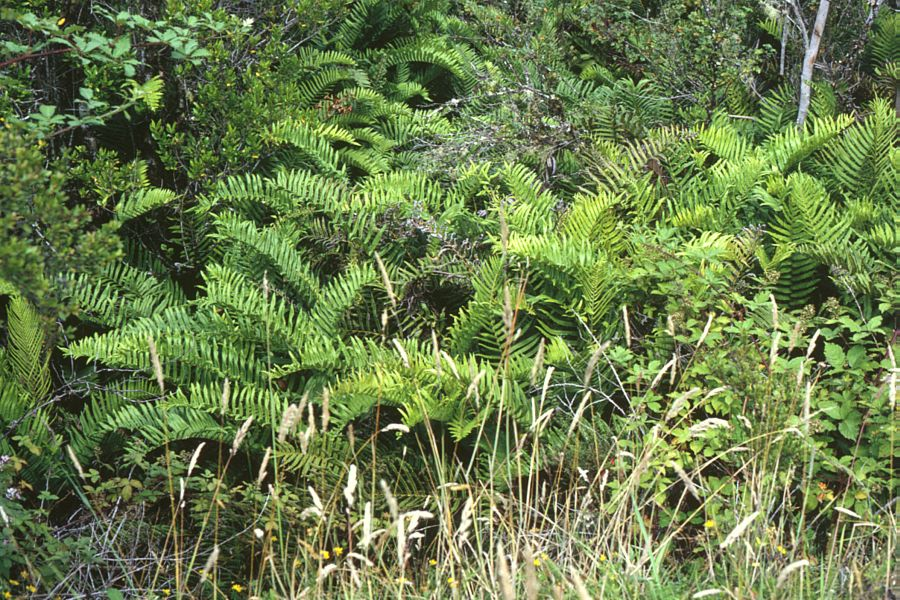